# Archidiocèse de Diamantina
L’archidiocèse de Diamantina (en latin, Archidioecesis Adamantina) est une circonscription ecclésiastique de l’Église catholique au Brésil.
Son siège se situe dans la ville de Diamantina, dans l’État du Minas Gerais.
Son archevêque est depuis 2016 Darci José Nicioli (pt), C.Ss.R.
|  |  |